# Atarba (Atarba) dilatistyla
Atarba (Atarba) dilatistyla is een tweevleugelige uit de familie steltmuggen (Limoniidae). De soort komt voor in het Neotropisch gebied.